# Gotthard Franke
Gotthard Franke (* 14. August 1912 in Weidenau, Österreich-Ungarn; † 8. Januar 1975 in Heiligenroth) war ein deutscher Politiker (GB/BHE, GDP, FDP).

## Leben
Franke stammte ursprünglich aus dem Sudetenland und besuchte dort die Volks- und Bürgerschule. Er absolvierte von 1926 bis 1929 eine Ausbildung in der Steinbauindustrie, arbeitete von 1930 bis 1938 als kaufmännischer Angestellter bei Industrieunternehmen und war von 1938 bis 1940 als Verwaltungsangestellter tätig. 1940 nahm er eine Stellung als Beamter beim Landratsamt in Freiwaldau an. Franke war seit 1935 Mitglied der SdP. Zum 1. November 1938 trat er in die NSDAP ein (Mitgliedsnummer 6.865.974).
Nach dem Zweiten Weltkrieg kam Franke als Heimatvertriebener nach Hessen, wurde  Mitglied des rechtslastigen Witikobundes und arbeitete als Handelsvertreter in Mainzlar. Er gehörte zu den Mitbegründern des GB/BHE und kam durch die Fusion derselben mit der DP am 10. Mai 1961 zur GDP. Von 1954 bis 1963 war er in beiden Parteien hessischer Landesvorsitzender. Von 1958 bis 1961 war er stellvertretender Bundesvorsitzender des GB/BHE. Am 26. Mai 1964 trat er zur FDP über.
Franke war von 1950 bis 1970 Abgeordneter des Hessischen Landtages. Vom 13. Februar 1968 bis zum 22. Januar 1969 war er stellvertretender Vorsitzender der FDP-Landtagsfraktion und anschließend bis zu seinem Ausscheiden aus dem Landtag Vorsitzender des Ausschusses für Wirtschaft und Verkehr. Der Landtag wählte ihn zum Mitglied der zweiten Bundesversammlung, die 1954 Theodor Heuss als Bundespräsident wiederwählte. Vom 19. Januar 1955 bis zum 31. Januar 1963 amtierte er als Hessischer Staatsminister für Wirtschaft und Verkehr (bis zum 29. Januar 1959 auch als Staatsminister für Arbeit). Vom 19. Januar 1955 bis zum 29. Januar 1959 übernahm er zugleich die Funktion des Stellvertretenden Ministerpräsidenten.
Franke war seit 1964 Konsul der Republik Dahomey und wurde 1969 deren Generalkonsul. Des Weiteren war er seit 1969 Präsident des Bundes der Verkehrsteilnehmer.